# Горбачевський Олександр Іванович
Олекса́ндр Іва́нович Горбаче́вський  (нар. 20 вересня 1918, Лукашівка — пом. 8 грудня 1989, Петрозаводськ)  — радянський військовий льотчик-винищувач, Герой Радянського Союзу (1944), під час Німецько-радянської війни командир ескадрильї 29-го гвардійського винищувального авіаційного полку 275-ї винищувальної авіаційної дивізії 13-й повітряної армії Ленінградського фронту.

## Біографія
Олександр Іванович Горбачевський народився 20 вересня 1918 року в селі Лукашівка в робітничій сім'ї. Українець. Після закінчення школи вступив до Батумського індустріального технікуму.
В 1938 році призваний до лав Червоної Армії і направлений до Сталінградського льотного авіаційного училища, яке закінчив в 1940 році.
З перших днів Німецько-радянської війни на фронті. З червня по вересень 1941 року воював у складі 158-го винищувального авіаційного полку, з вересня по листопад 1941 року — в складі 17-го винищувального авіаційного полку як пілот. З листопада 1941 року до кінця війни воював у складі 29-го гвардійського (154-го) винищувального авіаційного полку на Ленінградському фронті. За роки війни літав на винищувачах МіГ-3, Curtiss P-40 Warhawk, Як-7.
Вранці 17 червня 1943 року службою повітряного спостереження було зафіксовано, що курсом на Волхов рухаються велика група ворожих бомбардуаальників під прикриттям винищувачів. О 6.30 ескадрилья капітана Горбачевського О. І. у складі 6 винищувачів Як-7 піднялась в повітря і взяла курс назустріч ворогу. Слідом за ними піднялась ескадрилья Героя Радянського Союзу гвардії капітана Чубукова Ф. М.. Маючи вигідне положення щодо ворога, Горбачевський атакував винищувачі прикриття, тим самим даючи змогу Чубукову, літаки якого йшли нижче, атакувати бомбардувальники. В цьому бою гвардії капітан Горбачевський особисто збив 2 винищувачі Focke-Wulf Fw 190, але й сам був підбитий і поранений. Невдало вистрибнувши з палаючого літака, він потрапив під удар стабілізатора і зламав ногу. Після тривалого лікування повернувся в рідний полк, проте на бойові вильоти вже не літав.
Всього станом на липень 1943 року командир ескадрильї 29-го гвардійського винищувального авіаційного полку 275-ї винищувальної авіаційної дивізії 13-ї повітряної армії Ленінградського фронту гвардії капітан Горбачевський здійснив 386 бойових вильотів, взяв участь в 78 повітряних боях в яких збив особисто 16 і в складі групи 7 літаків ворога.
Указом Президії Верховної Ради СРСР від 4 лютого 1944 року за зразкове виконання бойових завдань командування на фронті боротьби з німецько-фашистськими загарбниками і виявлені при цьому мужність і героїзм гвардії капітану Горбачевському Олександру Івановичу присвоєно звання Героя Радянського Союзу з врученням ордена Леніна і медалі «Золота Зірка» (№ 3200).
Після війни О. І. Горбачевський продовжив службу в авіації. Закінчив 2 курси Військово-повітряної академії. Літав на реактивних винищувачах. Займав посади командира авіаційного полку, заступника командира авіаційної дивізії. В 1961 році звільнився в запас.
Після звільнення в запас працював в Карельському НДІ лісової промисловості, а з 1965 року -директором, майстром виробничого навчання в навчальному комбінаті «Союзпромпапірмонтаж».
Помер 8 грудня 1989 року. Похований в Петрозаводську, на Сулажгорському цвинтарі. Постановою Голови Уряду Республіки Карелія від 8.8.1995 року № 654 пам'ятник на могилі Горбачевського О. І. поставлено на державний облік.